# إشراك العميل
إشراك العميل هو علاقة اتصال الأعمال بين أحد أصحاب المصالح الخارجية (المستهلك) والمنظمة (الشركة أو العلامة التجارية) عبر عدة قنوات للمراسلات. يمكن لهذه العلاقة أن تكون عبارة عن رد فعل، أو تفاعل، أو تأثير، أو تجربة كلية للعميل، وتحدث عن طريق الإنترنت أو في حالة عدم اتصال. يمكن أن يُستخدم المصطلح أيضًا لتحديد الاستجابة بين العملاء فيما يخص التواصل، أو المنتج، أو الخدمة، أو العلامة التجارية. على أي حال، تنشأ الاستجابة بين العملاء والعلامة التجارية من التفاعل بين الشركة والمستهلك الذي يصل أثره إلى مستوى اللاوعي.
يختلف إشراك العملاء عن طريق الإنترنت بشكل نوعي عن إشراكهم بعيدًا عن الإنترنت، لأن طبيعة تفاعل العملاء مع العلامة التجارية، أو الشركة، أو العملاء الآخرين تختلف على الإنترنت. على سبيل المثال، تُعتبر منتديات الحوار أو المدونات مساحات يستطيع الناس التواصل فيها والاندماج في المجتمع بطرق لا يمكن تقليدها عبر أية وسيلة تواصل تفاعلية بعيدًا عن الإنترنت. يُعتبر إشراك العملاء عن طريق الإنترنت ظاهرة اجتماعية أصبحت سائدة مع الاعتماد الواسع للإنترنت في أواخر تسعينيات القرن المنصرم، ما زاد من التطور التقني في سرعة، واتصال، ومواقع التواصل الاجتماعي الخاصة بتقنية النطاق العريض. تمكّن هذه العوامل العميل من الاشتراك المتكرر في المجتمعات على شبكة الإنترنت التي تتمحور، بشكل مباشر أو غير مباشر، حول فئات المنتج وبعض الموضوعات الاستهلاكية الأخرى. تؤدي هذه العملية إلى انخراط العميل بشكل إيجابي في شركة أو عرض ما، بالإضافة إلى السلوكيات المرتبطة بدرجات مختلفة من إستراتيجية إشراك العميل.
تهدف الممارسات التسويقية إلى خلق، وتحفيز، والتأثير على سلوك العميل، الذي يضع التحويلات في سياق أكثر إستراتيجية، ويستند إلى فهم فكرة أنه من الممكن أن يخفض التركيز على زيادة التحويلات إلى الحد الأقصى، في بعض الحالات، احتمالية تكرارها. على الرغم من أن كسب تأييد العملاء لطالما كان هدف المسوقين، أثرت زيادة نسبة المحتوى الذي ينتجه المستهلك على الإنترنت بشكل مباشر على مستويات هذا التأييد. يستهدف إشراك العميل التفاعلات طويلة الأمد، ما يشجع ولاء العميل وتأييده عن طريق كلام الناس. على الرغم من أن التسويق عن طريق إشراك العميل مترابط في حالتي الاتصال على الإنترنت أو عدمه، لكن يُعتبر الإنترنت أساس الجهود التسويقية.

## التعريف
في شهر مارس من عام 2006، أعلنت مؤسسة البحوث الإعلانية (بالإنجليزية: Advertising Research Foundation) عن التعريف الأول لإشراك العميل على أنه «إطلاق احتمال فكرة علامة تجارية ما معززة بالسياق المحيط». على أي حال، انتقد البعض تعريف مؤسسة البحوث الإعلانية لكونه شاملًا جدًا. ترجمت التعاريف العديدة للاتحاد العالمي للإعلان جوانب مختلفة من إشراك العميل. وفقًا لبحث أجرته شركة فوريستر للاستشارات (بالإنجليزية: Forrester Consulting) عام 2008، عرّف إشراك العميل على أنه «خلق صلات وطيدة مع العملاء تحرك قرارات الشراء، والتفاعل، والمشاركة مع مرور الوقت». نتج عن دراسات وحدة الاستخبارات الاقتصادية تعريف إشراك العميل على أنه «علاقة وطيدة طويلة الأمد مع العميل». يقضي كل من هذين المفهومين بأن إشراك العميل يُعزى إلى الارتباط الغني الذي يُبنى مع العملاء. مع جوانب التسويق عن طريق العلاقات ومفاهيم سيطرة الخدمة، يمكن تعريف إشراك العميل بشكل موسَّع على أنه «مساهمات المستهلك الاستباقية في خلق تجاربهم الشخصية وقيمهم الفعلية مع المنظمات عن طريق الحوار والتفاعلات النشطة، والصريحة، والمستمرة». يعرّف كتاب أفضل الحملات التسويقية الرقمية في العالم (بالإنجليزية: Best Digital Marketing Campaigns In The World) إشراك العميل على أنه «علاقات نفعية تبادلية مع مجتمع متنامي بشكل مستمر من المستهلكين على شبكة الإنترنت». تتنوع التعريفات المختلفة لإشراك العميل تبعًا لوجهات نظر وسياقات مختلفة لعملية الإشراك. تتحدد هذه السياقات بالعلامة التجارية، أو المنتج، أو الخدمة، أو مواصفات الجمهور، أو المواقف والسلوكيات، ورسائل التواصل وقنواته المستخدمة للتفاعل مع العميل.

## إشراك الزبائن على شبكة الإنترنت
على الرغم من أن إشراك العميل بعيدًا عن شبكة الإنترنت سبق إشراكه عن طريقها، لكن يُعتبر إشراك العميل عبر الإنترنت ظاهرة اجتماعية مختلفة بشكل نوعي لا تشبه أي شكل من أشكال إشراك للعميل بعيدًا عن الإنترنت الذي يعرفه مسوقي وواضعي النظريات الاجتماعية. خُلق إشراك العميل في الماضي بشكل لا يقاوم عن طريق التلفاز، والمذياع، ووسائل الإعلام، والإعلان الخارجي، ونقاط الاتصال الأخرى المتعددة بشكل مثالي خلال ذروة المخصصات أو أعلى قدر من المتاجرة بها. على أي حال، كانت النتائج النهائية الوحيدة للحملات هي المبيعات أو/و العائد على الاستثمار. عزز الاعتماد الواسع للإنترنت خلال أواخر تسعينات القرن العشرين عمليات إشراك العميل، وخصوصًا الطريقة التي يمكن قياسها بها اليوم بطرق مختلفة وعلى مستويات عديدة من الإشراك. إنها ظاهرة اجتماعية حديثة ينخرط فيها الناس على الإنترنت في مجتمعات لا تتمحور بالضرورة حول منتج معين، ولكنها تقوم مقام أماكن للقاء أو التواصل. جلب هذا الإشراك على الإنترنت تمكين المستهلكين وفرصة للأعمال للتواصل مع العملاء الهدف على الإنترنت. كشف تحليل للسوق أُجري عام 2011 أن 80% من العملاء على شبكة الإنترنت اتخذوا قرارات شراء بديلة بعد قراءتهم لمراجعات سلبية على شبكة الإنترنت، بينما قال 87% من المستهلكين أن قراءة مراجعة إيجابية أكدت قرارهم في الشراء.[بحاجة لمصدر]